# Tirumala Nayaka
Tirumala Nayaka fou naik de Madura, germà i successor de Muttu Virappa Nayaka I vers el 7 de febrer de 1623 (totes les cròniques hi estan d'acord, però una inscripció del seu antecessor sembla datada vers el maig de 1623 i la seva pujada al tron seria d'aquesta data com a mínim; com que la seva inscripció és de 1630 o més probablement de 1634, no es pot assegurar res); els portuguesos situen la mort de Muttu el 1626 i potser per altres referències es podria situar fins i tot el 1628. Es sospita que vers el 1623 Tirumala va pujar al poder però com a regent del seu germà. La capital era llavors Trichinopoly però fou retornada a Madura on Tirumala es va traslladar per curar-se d'un refredat, però en la pràctica sembla que es va adonar de la mala elecció de la Trichinopoly allunyada del centre i en una zona massa propera a la frontera, en data desconeguda entre 1623 i 1629 (el 1624 els portuguesos en una carta escriuen que Trichinopoly és la residència i el 1644 ja escriuen Madura). Inscripcions de Tirumala Nayaka datades entre 1634 i 1644 s'han trobat a Kuniyur, Aladiyur, Kapilamalai, Melambur, Vembangudi, Tiruppalatturai, Tirumuruganpundi i Pudur, i moltes als districtes de Madura, Ramnad, i Tinnevelly.

## Regnat
Des de la pujada al poder va mirar d'organitzar el territori per ser independent. El primer que s'havia independitzat de l'Imperi de Vijayanagara fou el Regne de Mysore, que els portugueses esmenten el 1659 com independent de feia temps. El seu raja, Udaiyar, va morir vers el 1617 (abans del 1620) i el va succeir el seu net Chamaraja V Udaiyar, que va annexionar part del virregnat de Channapattana i nominalment va obeir a Vijayanagar. Els atacs del Sultanat de Bijapur sembla que podien ser les excuses per deixar de pagar el tribut; el seu successor fou Immadi Raja (1637-1638) i ja el següent, Kanthiruva Narasaraja (1638-1659) es va declarar independent.
El 1624 l'activitat missionera va entrar en una nova etapa. Roberto de Nobili s'havia limitat a Madura i rodalia, ara es va expandir cap al nord. Com que a Trichinopoly hi havia agitació Nobili va anar a Sendamangalam on fou rebut pel cap local, Ramachandra Nayaka, tributari del naik; després va anar a Salem on governava Salapafti Nayaka, un altre tributari de Madura; vers 1625 el germà del nayak de Salem es va fer cristià. Va ser cridat a Cochin pels seus superior però va retornar tot seguit (1625).
Nobili va tractar d'aprofitar les diferències entre el nayak de Salem i altres caps veïns sense gaire èxit. La malaltia del jesuïta Antonio Vico el va cridar al sud i va deixar al seu lloc a Martins. Nobile va retornar cap a Madura el 1627 però quan va arribar a Trichinopoly va saber que Vico ja estava bé i va aprofitar per organitzar el cristianisme a la ciutat; així Nobile es va ocupar del nord i Vico del sud. El nayak de Trichinopoly el va amenaçar amb l'expulsió i empresonament per ordre del naik. La pèrdua de les cartes d'aquesta època fa impossible seguir els esdeveniments però en una de datada el 1632 Vico parla de persecucions que duraven uns anys (potser vers 1629 a 1632). El 1638 Nobili va anar a Madura on Vico va morir el mes d'octubre i Nobili va anar a Cochin a reclutar nous ajudants i a la seva tornada fou empresonat però aviat alliberat. Martins escriu poc després (1639) que les persecucions s'havien acabat segurament per l'ajut portuguès que havia portat al premi del 1639 del qual després es farà esment.
Aviat van retornar les persecucions, segurament el 1640. El 17 de gener de 1644 el governador de Trichinopoly donava ordres a aquest efecte. Nobili va demanar llibertat a Tirumala personalment i la calma fou restaurada per un decret de tolerància el 1644. Els missioner però foren expulsats del districte de Trichinopoly però per intervenció personal del naik foren restaurats vers 1650. El 1648 Nobili fou traslladat, per causa de la seva salut, a Jaffnapatam; va morir el 1660.
Les relacions amb l'estat vassall de Travancore havien estat bones; però amb Tirumala es van deteriorar per causes desconegudes. El rei Unni Kerela Varma de Travancore (rei des de 1631) en un edicte del març de 1635 esmenta una invasió de Tirumala Nayaka per no haver pagat alguns tributs (vers 1634-1635) i sembla que la invasió va tenir èxit. Sembla que després d'això el rei de Travancore va establir una guarnició permanent de nayars o negros a la seva capital per prevenir futurs atacs.
Amb Ramnat (país Marava), governat pels Setupati (Kuttan Setupati a partir del 1623 fins al 1635 i el seu fill Sadaika Teva II Dalavay Setupati al darrere) les relacions foren també bones. Contra el darrer es va rebel·lar vers el 1637 el seu tambi (germà petit) que va convèncer el naik de Madura de la legitimitat del seu clam, però Teva II va resistir; Madura va donar suport al pretendent al·legant que Teva no pagava el tribut. La guerra la va dirigir el general Ramappaiya amb Ranganna Nayaka com a segon comandant, i van poder dominar el país. Teva es va refugiar a l'illa de Ramesvaram i va caler construir un pont sobre el riu Pamban per arribar a l'illa. Teva fou capturat i portar presoner a la capital; els portuguesos van donar suport al naik de Madura. A canvi de l'ajut portuguès el naik els va prometre (13 d'agost de 1639) la fortalesa d'Uthear i poder construir algunes esglésies, a més de facilitats per les conversions, fi de les persecucions, i ajut als portuguesos de Ceilan en homes i materials. Els holandesos es van aliar a Teva. El Tambi no tenia suport popular; dos nebots de Sadaika Teva, Teva i Narayana Teva li feien front i el país va retornar al desordre. Llavors el naik va alliberar a Sadaika Teva i el va restaurar al poder i el 1641 el país estava pacificat. El Tambi el va assassinar el 1645 i llavors el naik va dividir el país Marava en tres parts per satisfer a tots els pretendents: Raghunatha Teva, el seu germà Tanakka Teva, i el Tambi; la mort del segon va tornar a enfrontar dos rivala però la mort poc després del Tambi va portar finalment la pau i va deixar a Raghunatha Teva Segunati com únic governant; fou lleial al naik i el 1649 el va ajudar en una revolta d'alguns polegars dirigits per Ettiyapuram a Tinnevelly i va rebre algunes terres com a premi i el títol de "Defensor del regne".
El 1635 una flota portuguesa va arribar a Tuticorin per castigar el naik de Madura que havia capturat a un agent portuguès. Després els portuguesos van donar suport al naik en la seva guerra a Marava i en recompensa van rebre algunes concessions com ja s'ha vist abans (1639).
Tirumala fou lleial a Venkata II de Vijayanagar, almenys formalment, fins a la seva mort el 1642. Llavors el nou rei Sriranga III (successor de Venkata II) que es considerava en bona posició perquè Bijapur i Golconda estaven debilitats per la pressió dels mogols, va insistir a fer prevaldre els seus drets sobirans sobre Madura i al no rebre satisfacció va enviar un exèrcit al sud (vers 1642). El naik es va aliar a Tanjore i Gingi. Tanjore però va revelar el pla al rei i va trair a Gingi i Madura.
Vijayanagar va aprofitar la situació per recuperar influencia cap al nord, en els estats musulmans. Tirumala va induir al sultà de Golconda a atacar el regne de Vijayanagar (ara amb seu a Vellore) i aturar els progressos de Vijayanagar; inicialment aquest va derrotar a Golconda però aviat fou derrotat i va veure que per expandir-se necessitava l'ajut dels kayaks de Gingi, Tanjore, i Madura. Mentre Chamaraja Udaiyar de Mysore havia conquerit el virregnat de Chamnapattana i va evitar la seva caiguda en mans de Bijapur. El gran rei era a Vellore i al sud tenia a Tanjore, tradicionalment lleial, però Gingi i Madura en els quals no podia confiar; quan Bijapur va pactar amb els mogols (1650) i es va aliar a Golconda en contra el rei de Vijayanagar. La manca d'ajut dels virreis del sud va fer fugir al rei, de Vellore cap a Tanjore, i finalment es va haver de refugiar a Mysore perdent el regne i refugiant-se en zones muntanyoses.
Un altre relat diu que Golconda va conquerir Vellore i volia llavors continuar i conquerir Gingi; el naik de Tanjore, en un atac de pànic, es va sotmetre als musulmans però Madura va resistir; va buscar una aliança amb Bijapur que de moment van ajudar a Madura i a Gingi, resistint el setge d'aquesta darrera per part de Golconda; llavors aquest sultanat i Bijapur van arribar a un acord i es van canviar les aliances; les forces de Bijapur van romandre a Gingi per seguir el setge i les de Golconda van tornar a Vellore per consolidar les conquestes recents. Gingi va caure en mans de Bijapur. Llavors forces de Bijapur van entrar als dominis dels nayaks de Tanjore i Madura. Els portuguesos diuen que els van rebutjar amb l'ajut dels bandits collaries (kalians) i que els musulmans van haver de retornar a Gingi.
En totes aquestes lluites Sriranga III va tractar de recuperar al seu regne amb ajut de Mysore; al mateix temps Mysore s'enfrontava a Madura al nord d'aquest regne. Madura hauria tornat a demanar ajut a Bijapur i el general Canacan (Khan-i- Khanan) hauria ajudat al naik i hauria frustrat les expectatives de Sriranga III i de Mysore. Sriranga III va abandonar el seu refugi de Drauveda i va fugir a Bednore; Mysore li va retirar el suport el 1653. Segons els portuguesos va portar una vida miserable a les fronteres del seu regne; va ser asilat pel cap local de Bednore que planejava usar-lo en contra de Mysore. Encara el 1663 apareix una inscripció en feria donació d'un poble; les posteriors inscripcions es refereixen a Venkatapati III Raya i als posteriors reis de Vijayanagar la línia dels quals arriba fins al dia d'avui. La desaparició del regne va comportar l'extensió de Bijapur i Golconda cap al sud, el segon amb la costa de Coromandel i el primer en direcció a Cap Negapatam al sud del qual hi havia els territoris del naik de Madura fins al cap Comorin.
Uns inscripció del naik de Madura del 1646 ja no fa cap referència al rei de Vijayanagar, cosa que era un símbol de la independència. El febrer del 1646 el rei de Portugal va indicar al virrei portuguès de l'Índia de buscar l'aliança dels reis nadius contra els holandesos. Tirumala, aliat portuguès, va expulsar els holandesos de Pattanam el 1648. Els holandesos van tornar el febrer de 1649 amb 10 vaixells i van començar operacions. Van capturar la pagoda de Trichendur que van fortificar i després van avançar cap a Tuticorin, i van exigir compensacions als parava per l'expulsió de Pattanam per ordre del naik. Com que no van obtenir satisfacció Pattanam for atacada i cremada; els paraves van haver d'acceptar pagar una multa; després els holandesos es van retirar el 13 de febrer emportant-se fins i tot els bots de pesca.
Kanthiruva Narasaraja havia estat derrotat per Madura mercès a la intervenció de Bijapur, i buscava la revenja. Quan Bijapur es va retirar del territori de Mysore, va iniciar la guerra contra Madura, probablement vers 1652; l'expedició va assolar el districte de Satya-Mangalam; Tirumala governava els districtes de Salem aquest any segons una inscripció a Yerumaipatti; una altra inscripció esmenta a Dalavay Hampaiya que probablement dirigia l'exèrcit invasor. Es diu que tallava el nas a tots els que trobava i la guerra es va dir "guerra dels nassos". Tirumala Nayaka i el seu vassall Raghunatha Setupati van discutir com fer front al perill i van reunir un exèrcit en el qual hi havia 25.000 maraves i 35.000 soldats de madura. En poc temps l'exèrcit del Regne de Mysore fou rebutjat; en una batalla decisiva cada part va perdre uns dotze mil soldats però Madura va triomfar mercès a la bona direcció de Raghunatha Setupati que fou premiat amb el títol de Tirumalai Setupati, i altres regals (fins i tot la cancel·lació del tribut).
Al final del seu regnat Tirumala va fer una expedició a Mysore dirigida per Kumara Muttu, germà petit del naik (no esmentat a la major part de les cròniques), i per Ranganna Nayaka. Van arribar fins a la capital i es va fer molta destrucció i les mateixes crueltats. Es diu que el mateix rei de Mysore va perdre el nas. La data no està establerta però degué ser vers 1658 o 1659 poc abans de la mort de Tirumala i del rei de Mysore (que van morir el mateix any).
Un fill de Tirumala, Kumara Muttu Tirumala, és esmentat a una donació de terres el 1659 se suposa que fou una recompensa per la seva participació en la campanya de Mysore.
El 1658 els holandesos van ocupar Tuticorin que era possessió portuguesa. Tirumala havia deixat la zona costanera als europeus i vassalls i estava satisfet amb el tribut que pagaven i no intervenia.
Va morir sobtadament vers el 16 de febrer de 1659, encara que sembla que ja portava un temps malalt. Aquesta data sembla força probable, ja que el 19 de març de 1659 l'exèrcit de Bijapur atacava Tanjore després de passar per Trichinopoly i veure els preparatius militars de Muttu Virappa Nayaka II, successor de Tirumala, i que la darrera inscripció de Tirumala fou a Tiruchchengodu el 1658 i la primera del seu successor està datada el 1661. Va regnar doncs 36 anys però algunes indicacions parlen de 30 anys (el jesuïta Proenza) el que indicaria que del 1623 al 1629 va governar sense ser rei o bé que realment va pujar al poder vers el 1629. La seva edat l'estima Nelson entre 60 i 70 anys.